# Софійськ (Ульчський район)
Софі́йськ (рос. Софийск) — село у складі Ульчського району Хабаровського краю, Росія. Адміністративний центр та єдиний населений пункт Софійського сільського поселення.

## Населення
Населення — 895 осіб (2010; 1197 у 2002).
Національний склад (станом на 2002 рік):
- росіяни — 92 %